# Blaise (prénom)
Pour les articles homonymes, voir Blaise.
Blaise est un prénom masculin, issu du nom latin Blasius, lui-même du grec Βλασιος (Blásios).
L'étymologie est incertaine, peut-être le latin blaesus signifiant : « qui bégaie », « qui balbutie ». Cette difficulté d'élocution passait pour être le signe d'une communication avec les dieux, dont le discours était difficile à traduire dans le langage des hommes. Certaines traditions bibliques et islamiques disent aussi que Moïse, considéré comme un interlocuteur privilégié de Dieu, était atteint parfois de bégaiements. En Bretagne bretonnante, une étymologie populaire rapproche le nom de Blaise de celui du « loup » en breton bleiz, alors que le vieux breton est bleid cf. vieux cornique bleit, gallois blaidd « loup ».
Le prénom s'appuie sur la popularité de saint Blaise, médecin et évêque de Sébaste en Arménie, martyr en 316, saint auxiliaire thaumaturge et protecteur des hommes et du bétail. Il est patron des cardeurs car le bourreau l'aurait dépecé avec des peignes de fer.

## Variantes linguistiques
- allemand : Blasius
- anglais : Blaise
- basque :
- breton : Bleiz
- catalan : Blai
- corse : Biasgiu
- croate : Vlaho (Sud), Blaž (Nord)
- espagnol : Blas
- gallois : Bleidd
- grec : Vlasios
- hongrois : Balázs
- italien : Biagio
- maltais :
- néerlandais : Blasius
- occitan : Blasi
- polonais : Błażej
- portugais : Brás
- roumain : Blasiu, Blaj, Vlasie, Vlas
- russe : Блез (Blez)
- tchèque : Blažej

## Personnalités portant ce prénom
- Pour l'ensemble des articles sur les personnes portant ce prénom, consulter :
  - la liste des articles dont le titre commence par ce prénom
  - les listes produites par Wikidata : Liste des personnes de prénom « Blaise » — même liste en incluant les éventuels prénoms composés qui contiennent « Blaise ».